# Aizhai
Aizhai (kinesiska: 矮寨, 矮寨镇) är en köping i Kina. Den ligger i provinsen Hunan, i den södra delen av landet, omkring 330 kilometer väster om provinshuvudstaden Changsha. Antalet invånare är 11 411. Befolkningen består av 5 564 kvinnor och 5 847 män. Barn under 15 år utgör 23,0 %, vuxna 15-64 år 64 %, och äldre över 65 år 12,0 %.
Runt Aizhai är det ganska tätbefolkat, med 199 invånare per kvadratkilometer. Närmaste större samhälle är Qianzhou, 13,6 km öster om Aizhai. I omgivningarna runt Aizhai växer i huvudsak blandskog.
Genomsnittlig årsnederbörd är 1 848 millimeter. Den regnigaste månaden är maj, med i genomsnitt 327 mm nederbörd, och den torraste är januari, med 41 mm nederbörd.